# Samuel Parkes Cadman
Samuel Parkes Cadman, född 18 december 1864 och död 12 juli 1936, var en amerikansk teolog.
Cadman var präst vid Central congregation church i Brooklyn, och från 1924 president i Federal council fo churches of Christ in America. Han var delegerad vid ekumeniska mötet i Stockholm 1925.